# Got to Be There (canção)
"Got to Be There" é um single lançado em 1971 pelo cantor e compositor norte-americano Michael Jackson pela gravadora Motown. A canção, que faz parte de seu primeiro álbum solo de mesmo nome, foi composta por Elliot Willensky foi produzida por Hal Davis, veterano produtor do Jackson 5.

## Desempenho nas paradas musicais
| Parada musical (1971)                        | Posição |
| -------------------------------------------- | ------- |
| Estados Unidos - Billboard Hot 100           | 4       |
| Estados Unidos - Billboard R&B/Hip-Hop Songs | 4       |
| Reino Unido - UK Singles Chart               | 5       |
| Austrália - ARIA Singles Chart               | 83      |